# 김학준 (1992년)
김학준(1992년 12월 15일 ~ )은 대한민국의 배우이다.

## 출연작

### TV 드라마
- 2012년 KBS2 주말연속극 《내 딸 서영이》 ... 어린 김성태 역
- 2011년 MBC 일일시트콤 《하이킥! 짧은 다리의 역습》 ... 학생 역
- 2008년 MBC 주말연속극 《천하일색 박정금》 ... 오세훈 역
- 2007년 SBS 월화미니시리즈 《강남엄마 따라잡기》 ... 이창훈 역
- 2007년 SBS 수목미니시리즈 《쩐의 전쟁》 ... 경수 역
- 2006년 SBS 주말 특별기획 《사랑과 야망》
- 2005년 MBC 주말연속극 《떨리는 가슴》 ... 신찬 역
- 2005년 SBS 특집드라마 《내사랑 토람이》 ... 김범영 역
- 2005년 MBC 아침드라마 《김약국의 딸들》
- 2004년 SBS 수목 드라마스페셜 《유리화》 ... 어린 박기태 역
- 2004년 KBS] 대하드라마 《불멸의 이순신》 ... 어린 원균 역
- 2004년 MBC 일요아침드라마 《단팥빵》 ... 가란네 반 학생 역
- 2003년 MBC 월화드라마 《대장금》 ... 전 호조판서 댁 도련님 역
- 2003년 MBC 월화미니시리즈 《러브레터》 ... 어린 태석 역
- 2003년 KBS1 대하드라마 《무인시대》 ... 어린 이지순 역
- 2002년 EBS 일요어린이드라마 《TV로 보는 원작동화 - 네 편이 되어줄게》
- 2002년 KBS2 특별기획드라마 《태양인 이제마》 ... 어린 이용운 역
- 2002년 KBS2 일일연속극 《결혼합시다》
- 2002년 MBC 아침드라마 《내 이름은 공주》
- 2001년 SBS 일일연속극 《이 부부가 사는 법》 ... 기웅이 역
- 2001년 SBS 드라마스페셜 《피아노》 ... 어린 한재수 역
- 2001년 SBS 추석특집드라마 《엄마를 찾습니다》
- 2001년 KBS 대하드라마 《명성황후》
- 2001년 MBC 일일연속극 《결혼의 법칙》
- 2001년 KBS2 아침드라마 《꽃밭에서》
- 2001년 KBS1 일일연속극 《우리가 남인가요》
- 2001년 SBS 대하드라마 《여인천하》 ... 어린 명종(경원대군) 역
- 2000년 KBS2 단막극 《드라마시티 - 누가 백만장자와 결혼하는가》
- 2000년 SBS 일요아침드라마 《좋아 좋아》
- 2000년 SBS 창사특별기획 《덕이》 ... 어린 병수 역
- 1998년 KBS1 대하드라마 《왕과 비》 ... 어린 연산군 역
- 1999년 SBS 주간시트콤 《LA아리랑》
- 1999년 MBC 일일연속극 《날마다 행복해》
- 1999년 MBC 일일시트콤 《점프》
- 1999년 SBS 일요드라마 《카이스트》
- 1998년 MBC 농촌드라마 《전원일기》
- 1998년 MBC 일일시트콤 《남자 셋 여자 셋》
- 1998년 KBS2 토요시트콤 《행복을 만들어 드립니다》
- 1998년 SBS 일일시트콤 《순풍산부인과》

### 영화
- 2004년 《거미숲》 ... 소년 역
- 2004년 《안녕! 유에프오》 ... 어린 상현 역
- 1998년 《크리스마스에 눈이 내리면》 ... 원아들 역

### 연극
- 2019년 《제14회 여성연출가전 - 헤다가블러》 ... 브라크 역
- 2019년 《코끼리는 생각하지마》